# Praise Ofoku
Praise Ofoku (* 15. Juni 2003) ist eine nigerianische Leichtathletin, die sich auf den Sprint spezialisiert hat.

## Sportliche Laufbahn
Erste internationale Erfahrungen sammelte Praise Ofoku im Jahr 2019, als sie bei den Jugendafrikameisterschaften in Abidjan in 12,02 s die Bronzemedaille im 100-Meter-Lauf gewann und über 200 Meter mit 25,10 s im Halbfinale ausschied. 2021 belegte sie bei den U20-Weltmeisterschaften in Nairobi in 11,53 s den vierten Platz über 100 Meter und gewann mit der nigerianischen 4-mal-100-Meter-Staffel in 43,90 s die Bronzemedaille. Im Jahr darauf gelangte sie bei den Afrikameisterschaften in Port Louis bis ins Halbfinale, in dem sie mit 11,62 s ausschied. Zudem siegte sie mit der Staffel in 44,45 s gemeinsam mit Praise Idamadudu, Tima Godbless und Tobi Amusan.

## Persönliche Bestleistungen
- 100 Meter: 11,49 s (+0,6 m/s), 13. März 2022 in Benin City
- 200 Meter: 23,74 s (+0,5 m/s), 12. April 2021 in Benin City